# Aletes de busseig

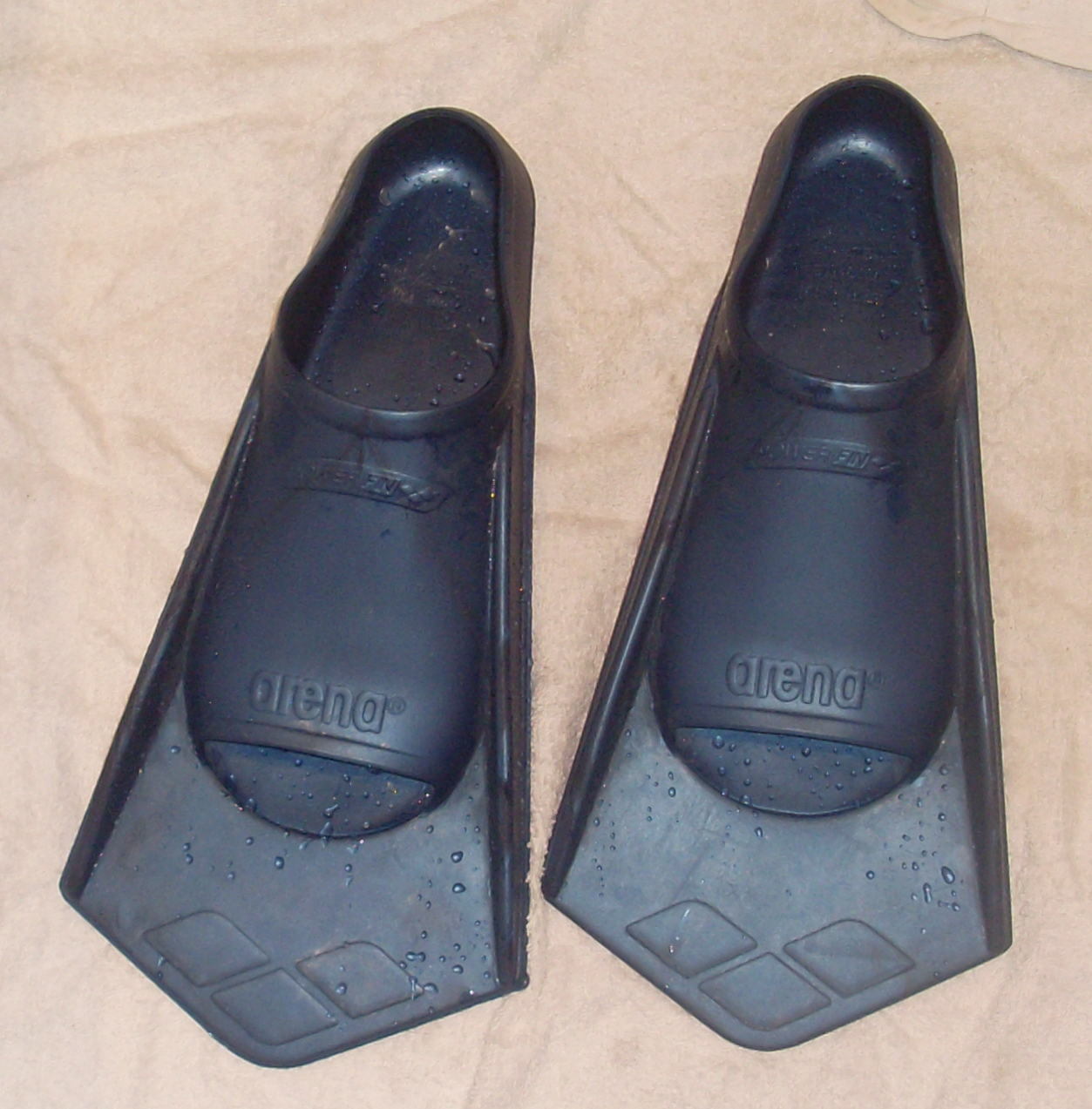

Les aletes de busseig o aletes supletòries són un dispositiu de cautxú o plàstic que es posa als peus (lligades o calçades) i que serveixen per impulsar-se dins l'aigua. Se les anomena aletes perquè cadascuna d'elles té la forma d'una aleta de peix. Es fan servir especialment en activitats que tenen a veure amb els esports aquàtics, com la natació, el bodyboard, l'hidrospeed i, naturalment, el busseig, esport al qual estan majoritàriament destinades.
Els bussos usen les aletes per a moure's a través de l'aigua més eficaçment perquè els peus humans ofereixen relativament poca empenta, especialment quan el bussejador porta equips que incrementen l'arrossegament en l'aigua. Les aletes llargues i monoaletes són usades per apneistes i per nedadors de competició com un mètode d'impuls que, en lloc de requerir una freqüència de moviment de les cames més gran (com succeeix amb les aletes individuals per a cada peu) requereix una rítmica ondulació del cos, semblant a la que executen els dofins i altres cetacis per desplaçar-se.

## Història
Tal com se les coneix avui en dia, les aletes de natació i de busseig van ser inventades pel francès Louis de Corlieu, capità de corbeta de la Marina Nacional de França. Per al seu primer prototip, De Corlieu va fer el 1914 una demostració pràctica en presència d'un grup d'oficials de la Marina, entre els quals es trobava Yves Li Prieur, que el 1926 anava a inventar (i l'any 1934, perfeccionar) una sèrie de models d'escafandre autònom. De Corlieu abandonà la Marina el 1924 per dedicar-se únicament als seus invents, fet que va fer pensar al capitaine de Frégate (capità de fragata), Philippe Tailliez, que De Corlieu havia concebut per primera vegada els seus Palettes de propulsió («paletes de propulsió») el 1924 quan en realitat havia començat a concebre-ho deu anys abans. Després, l'abril de 1933, De Corlieu va registrar una patent (núm. 767.013, que a més d'aletes als peus també les incloïa per les mans, en forma de cullera), i que va anomenar propulseurs de natation et de sauvetage («propulsors de natació i de salvament»). En 1939, i després d'anys de dificultats, De Corlieu va poder iniciar, per fi, la producció en sèrie de les seves aletes, ja que fins aleshores les havia hagut de fabricar al seu apartament de París. En aquest mateix any de 1939, el nord-americà Owen Churchill li va comprar una llicència a De Corlieu per fabricar els seus aletes als Estats Units. Owen Churchill va començar així a comercialitzar sota el nom de «swimfins» i les va proposar a l'armada dels Estats Units, que les va adquirir des de 1940.
Les aletes d'Owen Churchill van ser utilitzades pels bussos militars de l'armada nord-americana durant l'Operació Neptú, prèvia al desembarcament de 1944 a Normandia, i van seguir sent fabricades als Estats Units i en altres parts del món sense que De Corlieu en tingués un control ple respecte de les seves patents. De Corlieu va intentar fer valer el dret al respecte de les seves patents durant anys, fins i tot fins un cop acabada la Segona Guerra Mundial.